# 피그미바위왈라비
피그미바위왈라비(Petrogale concinna)는 캥거루과에 속하는 바위왈라비속의 아주 작은 유대류의 일종이다. 나발렉(nabarlek) 또는 작은바위왈라비(little rock-wallaby)라는 이름으로도 알려져 있다. 오스트레일리아 북부 지역에서 발견된다. 이전에는 페라도르카스속(Peradorcas)의 유일종으로 간주했으나 현재는 바위왈라비속에 속하는 종으로 분류한다. 나발렉은 1978년에 몬존(Petrogale burbidgei)이 발견되지 전까지는 가장 작은 바위왈라비 종이었다. 일반적으로 적갈색 색조의 회색을 띠며 몸 둘레에 검은 반점을 갖고 있으며, 야행성 동물로 군집생활을 하는 초식동물이다. 국제 자연 보전 연맹(IUCN)이 멸종위기종으로 분류하고 있다.
나발렉은 아넘랜드(그루트 아일런드 포함)와 톱엔드의 메리 강과 빅토리아 강 사이 그리고 보나파르트 군도의 일부 섬을 포함하는 킴벌리 해안의 세 군데 지역에서 별도의 개체군이 각각 발견된다. 카카두 국립공원에서도 발견된다. 나발렉과 가장 가까운 근연종은 몬존과 짧은귀바위왈라비(Petrogale brachyotis)이다.

## 아종
3종의 아종이 알려져 있다.
- P. c. concinna - 톱엔드 개체군
- P. c. canescens - 아넘랜드 개체군
- P. c. monastria - 킴벌리 개체군